# The Bones of What You Believe
The Bones of What You Believe é o primeiro álbum de estúdio da banda escocesa de synth-pop Chvrches, lançado em 20 de setembro de 2013 pela Virgin Records e Goodbye Records. Gravado entre 2011 e 2013 em Glasgow, o álbum foi escrito, composto e produzido pela banda como um esforço colaborativo. Ele foi disponibilizado em uma edição padrão de 12 faixas e uma versão especial de 18 faixas, a última incluindo duas canções extras, dois remixes e dois vídeos ao vivo. O álbum estreou com uma festa de lançamento transmitida ao vivo na plataforma de streaming de música Boiler Room.
O título do álbum deriva de uma letra da música "Strong Hand"; de acordo com a vocalista Lauren Mayberry, os "ossos do que você acredita" referem-se à "criatividade e esforço" brutos que serviram como esqueleto figurativo e literal para o álbum.  Musicalmente, The Bones of What You Believe é principalmente um álbum de synth-pop e indie pop que incorpora influências dos anos 1980.  
The Bones of What You Believe recebeu aclamação da crítica, com muitos elogiando a composição e performance vocal de Mayberry, e o uso de sintetizadores e loops vocais pelos integrantes da banda Iain Cook e Martin Doherty. O álbum estreou na nona posição na UK Albums Chart, vendendo 12.415 cópias em sua primeira semana. Também alcançou o top 15 na Austrália, Irlanda e Estados Unidos, e o top 20 na Áustria e Canadá. O álbum vendeu 152.514 cópias no Reino Unido e 184.000 cópias nos Estados Unidos. A Pitchfork classificou The Bones of What You Believe na posição 180 em sua lista de "Os 200 Melhores Álbuns da década de 2010".

## Faixas
| N.º            | Título                 | Duração |  |
| 1.             | "The Mother We Share"  |         |  |
| 2.             | "We Sink"              |         |  |
| 3.             | "Gun"                  |         |  |
| 4.             | "Tether"               |         |  |
| 5.             | "Lies"                 |         |  |
| 6.             | "Under the Tide"       |         |  |
| 7.             | "Recover"              |         |  |
| 8.             | "Night Sky"            |         |  |
| 9.             | "Science/Visions"      |         |  |
| 10.            | "Lungs"                |         |  |
| 11.            | "By the Throat"        |         |  |
| 12.            | "You Caught the Light" |         |  |
| Duração total: | Duração total:         | 48:00   |  |